# Live Rust
Live Rust – album koncertowy Neila Younga zawierający utwory nagrane w październiku 1978 r. i wydany przez firmę nagraniową Reprise w listopadzie 1979 r.

## Historia i charakter albumu
Album został nagrany podczas październikowego koncertu w San Francisco, który był częścią tournée Younga wraz z towarzyszącą mu grupą Crazy Horse. Torunée rozpoczęło się jesienią.
Koncert został także sfilmowany. Pierwotnie ukazał się na taśmie wideo i po długim okresie oczekiwania został przeniesiony na DVD. Muzyka z płyty może być zatem traktowana jako ścieżka dźwiękowa filmu.
Utwór "My My, Hey Hey (Out of the Blue)" jest hołdem Younga dla Johnny’ego Rottena z grupy Sex Pistols.

## Muzycy
Neil Young & Crazy Horse
- Neil Young – gitara, instrumenty klawiszowe, harmonijka, wokal
- Frank Sampedro – gitara, instrumenty klawiszowe, wokal
- Billy Talbot – gitara basowa, wokal
- Ralph Molina – perkusja, wokal

## Spis utworów
| 1.  | Sugar Mountain                   | 4:53    |
|     |                                  |         |
| 2.  | I Am a Child                     | 2:53    |
|     |                                  |         |
| 3.  | Comes a Time                     | 3:05    |
|     |                                  |         |
| 4.  | After the Gold Rush              | 3:38    |
|     |                                  |         |
| 5.  | My My, Hey Hey (Out of the Blue) | 3:49    |
|     |                                  |         |
| 6.  | When You Dane I Can Really Love  | 3:39    |
|     |                                  |         |
| 7.  | The Loner                        | 4:51    |
|     |                                  |         |
| 8.  | The Needle and the Damage Done   | 2:12    |
|     |                                  |         |
| 9.  | Lotta Love                       | 2:51    |
|     |                                  |         |
| 10. | Sedan Delivery                   | 4:48    |
|     |                                  |         |
| 11. | Powderfinger                     | 5:29    |
|     |                                  |         |
| 12. | Cortez the Killer                | 7:25    |
|     |                                  |         |
| 13. | Cinnamon Girl                    | 3:08    |
|     |                                  |         |
| 14. | Like a Hurrican                  | 7:10    |
|     |                                  |         |
| 15. | Hey Hey, My My (Into the Black)  | 4:59    |
|     |                                  |         |
| 16. | Tonight’s the Night              | 6:59    |
|     |                                  |         |
|     |                                  | 1:11:49 |
|     |                                  |         |

## Opis płyty
- Producent – David Briggs, Tim Mulligan i Bernard Shakey
- Miejsce – Cow Palace, San Francisco, Kalifornia
- Data – 22 października 1978
- Kierownictwo – Elliot Roberts
- Długość – 68 min. 29 sek.
- Fotografie – Paul Goldsmith, Haio Narita, Richard Pearce, Jon Else
- Firma nagraniowa – Reprise
- Numer katalogowy – 2296-2

## Listy przebojów

### Album
| Rok  | Lista                    | Pozycja |
| ---- | ------------------------ | ------- |
| 1980 | Billboard. Albumy popowe | 15      |

### Single
| Rok  | Singel                            | Lista                    | Pozycja |
| ---- | --------------------------------- | ------------------------ | ------- |
| 1980 | "Hey Hey, My My (Into the Black)" | Billboard. Single popowe | 79      |